# 新喜劇之王
《新喜剧之王》是一部2019年中國大陆和香港合拍的喜劇片。由周星馳和邱禮濤執導。
本片並非1999年的香港电影《喜劇之王》的续集，而是女主角版的重啟衍生作品，有少部份劇情向原作致敬，除了田啟文客串、張柏芝和周星馳粤语版本配音演出外，本片演員全數換新，由內地喜劇演員王宝強和鄂靖文領銜主演。該片於2019年2月5日（農曆己亥年大年初一）在中國大陆和香港上映。

## 前期制作
根据上市公司新文化的财报显示，《新喜剧之王》的成本仅5000万人民币。周星驰和王宝强均未收取片酬，而是以投资出品的形式参与。《新喜剧之王》拍摄时长两个月，从2018年11月30日宣布定档到2019年2月5日上映也只有两个月零五天的宣传期，而且全片无特效或3D效果，这些都极大的减少了成本。为了节约成本，周星驰甚至放弃过去一直采用的电视节目宣传，转而使用无成本的网络平台宣传。
《新喜剧之王》是近20年成本最低的周星驰电影，与之形成鲜明对比的是同年同为周星驰导演的《美人鱼2》成本高达5亿人民币。事实上，在2018年的前三个季度，周星驰一直在从事《美人鱼2》的筹备和拍摄工作。為趕及賀歲檔期，直到10月份才突然加入《新喜剧之王》的剧组。据女主角鄂靖文所说，亲自打电话通知她当选主角的并不是周星驰，而是导演邱禮濤。也正是因为以上所述原因，外界当时普遍猜测周星驰只是《新喜剧之王》的监制，而不是导演。
周星馳採用陳百強的《疾風》作為電影主題曲，因為這首歌在他的演藝生涯中，是一首不可磨滅的勵志歌。原來星爺在還是臨時演員時，每當失意就會聽陳百強的《疾風》，用來激勵自己不要放棄，堅持下去。星爺如此勉勵自己：「努力奮鬥，別放棄，相信自己，你就是自己人生的喜劇之王。」所以星爺就希望用這首歌傳遞《新喜劇之王》中的「疾風精神」去鼓勵更多的人。國語版本的《疾風》則由疾風少女主唱，此限時少女團體由七位《创造101》選秀節目中落選的女孩組成。

## 宣传
一直處於保密狀態的《新喜剧之王》宣布於2018年11月26日殺青，由周星馳自編自導。其計畫最初始於2010年，預定於該年11月底開拍，並開始對演員進行海選，但最後未能執行，而後一直處於籌拍地獄之中。
电影的首款预告片中出现了很多周星驰之前的电影片段，比如“脚被踩扁”、“学各种表情”、“踢盒饭”等，很多网友说周星驰江郎才尽，对此周星驰回应：“好像到我这个年纪之后，每个新戏出来都会要‘江郎才尽’一次。我想我还可以给观众一些不一样的东西，每次都会再努力一下。”在《喜剧之王》结尾，尹天仇失去了演主角的机会，但在《新喜剧之王》中，周星驰却给主角安排了一个比较圆满的结局，“20年前，观众没有和尹天仇一起看到‘天亮’，但20年后，大家可以看到了，天亮以后真的很美。”
2019年1月11日，主題曲MV《疾风》在官方發表會上首度釋出；此外，還宣布了剩餘的主演陣容，包括張全蛋、張琪、袁兴哲、黄骁鹏、蔡哲睿與苗溢伦。

## 劇情
如夢（鄂靖文 飾）是一個相貌和身材都欠佳的大齡臨時演員，一直希望當女主角，在片場當了十多年的跑龍套和替身，但在成為明星的之路仍沒有任何起色，每天都面對被嘲笑和拒絕，她的明星夢不為父親（張琪 飾）和親友所認同。口硬心軟的父親不支持她追夢，但仍多次到片場暗地裡為她爭取較好的待遇。支持她追夢的只有男友查理（張全蛋 飾），她把賺到微薄金錢都交給男友存入「結婚基金」。如夢和閨密小米（景如洋 飾）逛街時遇到星探，但被看中的只是外表漂亮的小米。在一次機會中，如夢參與一國際大片《白雪公主》的演出，飾演片中主角白雪公主的是她少年時的偶像馬可（王寶强 飾）。曾經當紅的馬可如今早已過氣，失去了演技和觀眾的他，既驕傲又自卑，懷著滿腔狂躁，給予搭戲的如夢極大的打擊和折磨。另外，在一次偶然機會，如夢發現男友查理原來是一名男妓(自稱為合約男友)和渣男，一直在欺騙她的感情和金錢。受到重重打擊的如夢，在風雨中幾乎遇上交通意外。之後如夢放棄當上女主角的夢想，回到父母身邊，任職餐廳服務員。一天，突然鹹魚翻身人氣急升的馬可探訪如夢，通知她入選了「周星馳導演新電影」的選角，並激勵她「只要不投降，便是成功」，她得到父母的支持參與選角，並憑著重演自己發現男友是騙子的一幕而入選。一年後，在電影頒獎禮中，如夢當選「最佳女主角」。

## 演员表
| 演員   | 角色                   | 粵語配音         |
| 鄂靖文 | 如夢                   | 李蔓宜（張柏芝） |
| 王寶強 | 馬可（過氣演員）       | C君              |
| 張全蛋 | 查理（如夢的男友）     | 張全蛋           |
| 景如洋 | 小米（如夢的閏密）     | 謝依晴           |
| 張琪   | 如夢的父親             | 張琪             |
| 袁興哲 | 如夢的母親             | 袁興哲           |
| 黃驍鵬 | 李洋（如夢的龍套朋友） | 陳浩鈿（周星馳） |
| 蔡哲睿 | 《白雪公主》導演       | 陸永             |
| 苗溢倫 | 陳導演                 | 李尚正           |
| 周雲淑 | 馬可助理               | 李笑娟           |
| 田啟文 | 導演（客串）           |                  |
| 郭泱   | 主持人                 |                  |

## 取景
- 深圳市大鵬新區布新路玫瑰小鎮[11]

## 與《喜劇之王》的異同
- 主角醉心研究演技，愛讀《演員的自我修養》，1999年版《喜劇之王》主角為了演出機會；2019年版《新喜劇之王》女主角為了生計擔任外賣速遞員。
- 兩套電影的轉捩點同是一場大雨的情景。
- 引用日劇《悠長假期》插曲《Here we are again》純鋼琴版本作為部份場景之背景音樂。
- 同為賀歲片，2019年版《新喜劇之王》對家庭，親情觀的描寫，尤其女主角跟父親的互動較為明顯；1999年版《喜劇之王》只有洪爺跟奶奶的一幕。

## 發行
《新喜剧之王》定於2019年2月5日（农历己亥年大年初一）在中國大陆、香港、馬來西亞、新加坡、越南上映。

### 評價
時光網超過二萬人評分，評分為6.7。豆瓣評分5.7。
影評對《新喜劇之王》的口碑成兩極化。有些观众批評內容「炒冷飯」；另一方则覺得電影不錯，是一如既往的心靈雞湯。

### 票房
《新喜剧之王》在中国内地取得票房6.24亿人民币。就票房而言，直至2019年3月1日，《新喜劇之王》之中國內地票房只有6.2億元，由於已經是上映檔期的尾聲，已無望衝破10億元。這是周星馳自《西遊降魔篇》12億票房之後，首部導演作品未能突破10億元。《新喜劇之王》6.2億元的票房落後於同在2019年2月5日（农历己亥年大年初一）上映的電影：《流浪地球》（44.5億）、《瘋狂的外星人》（21.8億）、《飞驰人生》（16.8億）及《熊出没·原始时代》（7.0億）等。
《新喜剧之王》是2019年首部中国海外票房破千万美元的华语电影。《新喜剧之王》于2019年3月12日登陆中国内地网络视频播放平台，《新喜剧之王》在网络视频播放平台采用了付费模式，会员需要6元，非会员需要12元才可完全观看。根据数据显示，截止至3月15日下午14点，光是在腾讯视频平台上，《新喜剧之王》的播放量达到1.3亿，按照单次6元计算，网络收益至少7.8亿人民币。按照目前的网络收益计算，已经超过内地影院上映票房。

## 奬項及提名
| 年度   | 颁奖典礼                    | 奖项                 | 姓名                           | 结果 |
| ------ | --------------------------- | -------------------- | ------------------------------ | ---- |
| 2020年 | 第26屆香港電影評論學會大獎  | 最佳電影             | 《新喜劇之王》                 | 提名 |
| 2020年 | 第26屆香港電影評論學會大獎  | 推薦電影             | 《新喜劇之王》                 | 獲獎 |
| 2020年 | 第26屆香港電影評論學會大獎  | 最佳導演             | 周星馳、邱禮濤、肖鶴、黃驍鵬   | 提名 |
| 2020年 | 第26屆香港電影評論學會大獎  | 最佳編劇             | 周星馳、江玉儀、趙博君、李思臻 | 提名 |
| 2020年 | 第39屆香港電影金像獎        | 最佳電影             | 《新喜劇之王》                 | 提名 |
| 2020年 | 第39屆香港電影金像獎        | 最佳男配角           | 張琪                           | 提名 |
| 2020年 | 第39屆香港電影金像獎        | 最佳新演員           | 鄂靖文                         | 提名 |
| 2020年 | 香港電影編劇家協會大奬2020  | 年度最佳電影角色獎   | 鄂靖文                         | 提名 |
| 2020年 | 香港電影編劇家協會大奬2020  | 年度推薦劇本獎       | 周星馳、江玉儀、李思臻、趙博君 | 提名 |
| 2020年 | 第3屆MOVIE6全民票選電影大獎 | 全民票選最佳導演     | 周星馳、邱禮濤、肖鶴、黃驍鵬   | 提名 |
| 2020年 | 第3屆MOVIE6全民票選電影大獎 | 最佳新演員           | 鄂靖文                         | 提名 |
| 2020年 | 第3屆MOVIE6全民票選電影大獎 | 全民票選最佳電影海報 | 《新喜劇之王》                 | 提名 |
| 2020年 | 香港電影我撐場民選大獎2020  | 最撐電影大獎         | 《新喜劇之王》                 | 提名 |
| 2020年 | 香港電影我撐場民選大獎2020  | 最撐男配角           | 張琪                           | 提名 |
| 2020年 | 香港電影我撐場民選大獎2020  | 最撐新演員           | 鄂靖文                         | 提名 |

## 備註
1. ↑  柳飘飘粤语版特别声音演出。
2. ↑  尹天仇粤语版特别声音演出。

## 外部連結
- 香港影庫上《新喜劇之王》的資料（繁體中文）
- 豆瓣电影上《新喜劇之王》的資料 （简体中文）
- 时光网上《新喜劇之王》的資料（简体中文）
- 開眼電影網上《新喜劇之王》的資料（繁體中文）
- 雅虎香港電影上《新喜劇之王》的資料（繁體中文）
- 互联网电影数据库（IMDb）上《新喜劇之王》的资料（英文）